# برونوو آئوگنشتاین
 برونوو آئوگنشتاین (انگلیسی: Bruno Augenstein؛ زاده ۱۶ مارس ۱۹۲۳ درگذشته ۶ ژوئیه ۲۰۰۵) یک ریاضی‌دان، و فیزیک‌دان اهل آلمان بود.